# John Page
John Page (Rosewell Plantation, 17 aprile 1744 – Richmond, 11 ottobre 1808) è stato un politico statunitense.

## Biografia
Page nacque e visse a Rosewell Plantation nella Gloucester County. Il suo bisnonno fu il colonnello John Page (1628–1692), un mercante inglese proveniente da Middlesex, che era emigrato in Virginia con la moglie Alice Lucken Page, e che si stabilì a Middle Plantation.
John Page si laureò al College di William e Mary nel 1763, dove divenne amico intimo di Thomas Jefferson, con il quale ebbe notevole unità di vedute. Combatté poi con George Washington in una campagna della guerra franco-indiana. Fu delegato alla Virginia Conventions nel 1776 e combatté nella guerra d'indipendenza americana come ufficiale della milizia della Virginia, creando un reggimento nella Contea di Gloucester finanziandolo in parte con suoi fondi privati. Durante la guerra raggiunse il grado di colonnello.
Page entrò poi in politica e divenne governatore della Virginia dal 1776 al 1779 e quindi membro del Parlamento dello Stato dal 1781 al 1783 e quindi dal 1785 al 1788. Venne poi eletto al primo Congresso degli Stati Uniti e quindi rieletto nelle tre seguenti legislature, come membro del Partito Repubblicano. In totale, fu membro del Congresso dal 4 marzo 1789 al 3 marzo 1797.
Dopo questo periodo, rimase membro del Parlamento della Virginia dal 1797 al 1801. Divenne Governatore della Virginia nel 1802 e vi rimase fino al 1805. Venne poi nominato, Commissario nazionale ai prestiti della Virginia e tenne l'incarico fino alla sua morte avvenuta l'11 ottobre 1808.